# Pirri (Fußballspieler)
Pirri, bürgerlich José Martínez Sánchez (* 11. März 1945 in Ceuta), ist ein ehemaliger spanischer Fußballspieler. Den größten Teil seiner Karriere verbrachte er bei Real Madrid. 2023 wurde Pirri zum Ehrenpräsident des spanischen Rekordmeisters ernannt.

## Laufbahn

### Verein
Pirri begann seine Fußballerlaufbahn in seiner Heimatstadt bei den Klubs Imperio de Riffien, Sociedad Deportiva Ceuta und Atlético de Ceuta, bevor er im Jahre 1963 in die Segunda División zu Granada CF wechselte. Seine dortigen Erfolge, und die Einberufung in die Amateurnationalmannschaft, machten Real Madrid auf den damals 19-jährigen Spieler aufmerksam, und so wechselte er 1964 zu den Hauptstädtern. Der Klub befand sich zu diesem Zeitpunkt in einer Umstrukturierungsphase. Stars wie Alfredo Di Stéfano oder Ferenc Puskás waren in die Jahre gekommen und wurden sukzessive durch junge Spanier wie Amancio, Grosso, Zoco, Sanchis sen. oder Pirri selbst ersetzt. Dieses neuformierte Team gewann schließlich unter dem Spitznamen „el Madrid yé-yé“ nach fünfjähriger Durststrecke im Jahre 1966 zum sechsten Mal den Europapokal der Landesmeister. Nach zahlreichen Erfolgen mit den Madrilenen wechselte Pirri schließlich 1980, als 35-Jähriger, nach Mexiko zum Puebla FC. Dort beendete er auch sein Medizinstudium und kehrte als Teamarzt zu Real Madrid zurück. Zwischen 1996 und 2000 war er als sportlicher Leiter für den Klub tätig.

### Nationalmannschaft
Pirri spielte 41 Mal für die spanische Nationalmannschaft und nahm mit ihr an den Weltmeisterschaften 1966 und 1978 teil.

## Anekdoten
Pirri machte sich besonders durch seinen Kampfgeist und Siegeswillen einen Namen. So spielte er beispielsweise das Endspiel des Europapokals der Pokalsieger 1970/71 aufgrund eines Schlüsselbeinbruchs mit einem bandagierten Arm, und das Finale der Copa del Rey 1975 mit einem gebrochenen Kiefer.
Aus diesem Grund verlieh ihm der Verein die Laureada (zu Deutsch Lorbeerkranz), eine Auszeichnung mit der Real Madrid besondere Opferbereitschaft belohnt. Außer Pirri trägt sie nur Gregorio Benito.

## Erfolge
- 1× Europapokal der Landesmeister
  - 1966
- 10× Spanischer Meister
  - 1965, 1967, 1968, 1969, 1972, 1975, 1976, 1978, 1979, 1980
- 4× Spanischer Pokalsieger
  - 1970, 1974, 1975, 1980